# Tabriz Petrochemical CCN Team
Das Tabriz Petrochemical CCN Team war ein iranisches Radsportteam mit Sitz in Täbris.
Die Mannschaft besaß seit 2008 eine UCI-Lizenz als Continental Team. Sie ging aus der gleichnamigen Amateur-Mannschaft hervor. Das Team nahm hauptsächlich an Rennen der UCI Asia Tour teil. Manager war Mohammad Esmaeil Delbari, der von den Sportlichen Leitern Ahad Pourfarajollah Rohani, Hassan Mohammadpour, Changiz Barhoon und Ahad Kazemi unterstützt wurde.
Ende 2016 wurde das Team aufgelöst.

## Platzierungen in UCI-Ranglisten
UCI Africa Tour
| Saison    | Mannschaftswertung | Fahrerwertung           |
| --------- | ------------------ | ----------------------- |
| 2009      | -                  | -                       |
| 2010      | 10.                | Boris Schpilewski (49.) |
| 2011-2016 | -                  | -                       |

UCI America Tour
| Saison    | Mannschaftswertung | Fahrerwertung         |
| --------- | ------------------ | --------------------- |
| 2009      | -                  | -                     |
| 2010      | 22.                | Andrei Misurow (112.) |
| 2011-2016 | -                  | -                     |

UCI Asia Tour
| Saison | Mannschaftswertung | Fahrerwertung            |
| ------ | ------------------ | ------------------------ |
| 2008   | 1.                 | Hossein Askari (1.)      |
| 2009   | 1.                 | Ghader Mizbani (1.)      |
| 2010   | 1.                 | Mehdi Sohrabi (1.)       |
| 2011   | 1.                 | Mehdi Sohrabi (1.)       |
| 2012   | 2.                 | Hossein Alīzādeh (1.)    |
| 2013   | 1.                 | Ghader Mizbani (3.)      |
| 2014   | 1.                 | Mirsamad Pourseyedi (1.) |
| 2015   | 3.                 | Mirsamad Pourseyedi (1.) |
| 2016   | 41.                | Mehdi Rajabi (114.)      |

UCI Europe Tour
| Saison    | Mannschaftswertung | Fahrerwertung            |
| --------- | ------------------ | ------------------------ |
| 2009      | 121.               | Ghader Mizbani (910.)    |
| 2010      | 103.               | Boris Schpilewski (667.) |
| 2011      | 99.                | Markus Eibegger (616.)   |
| 2012-2014 | -                  | -                        |
| 2015      | 132.               | Karim Khorrami (1173.)   |
| 2016      | -                  | -                        |